# 日本でのウニの大量発生
日本でのウニの大量発生（にほんでのウニのたいりょうはっせい）とは、日本国水域・海域内で突発的にウニが大量発生することを指す。地球温暖化や災害によるウニの流入などが原因とされ、磯焼けなどで漁獲量が減ったり、大量に水産物を食べ漁業に悪影響を及ぼす。そのため、各地で価値のないウニをたたき割って処分する活動が進められている。また、大量発生した身のないウニを再生する試みも進められている。現象は東日本大震災によって環境が大幅に変化した志津川湾などで確認されている。2000年代には確認されていなかったが、2010年頃から急増している。